# Estación Villa Astolfi
Villa Astolfi es una estación ferroviaria de la localidad homónima, Partido del Pilar, Provincia de Buenos Aires, Argentina.

## Historia
Fue inaugurada el 2 de abril de 1950 con el nombre de Parador Km 52,350.

## Características
Posee dos andenes laterales. En 2014 se elevaron los andenes para recibir a las nuevas formaciones. Frente a la estación existe un moderno centro de trasbordo con varias líneas de colectivos.

## Servicios
La estación corresponde a la Línea San Martín de los ferrocarriles metropolitanos de Buenos Aires que conecta las terminales Retiro, José C. Paz, Pilar y Domingo Cabred.